# Iwan II (syryjsko-prawosławny patriarcha Antiochii)
Iwan II (ur. ?, zm. ?) – w latach 954-957 61. syryjsko-prawosławny Patriarcha Antiochii. 